# Рехобот (бантустан)

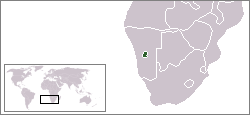
Расположение региона Рехобот в Южной Африке

Рехо́бот (Бастерле́нд) — регион Намибии (Юго-Западной Африки), и родина рехоботских бастеров. Столица региона — город Рехобот.
В 1976 году при осуществлении «Плана Одендаала», нынешний «Рехобот» получил название «Бастерленд», по имени образовавшегося народа — «бастеры», а впоследствии переименован по названию столицы. С 1976 по 1980 год Рехобот существовал под титулом «бантустана». В 1980 году Рехобот (как и все другие «бантустаны» Юго-Западной Африки) был преобразован в «представительное управление» («representative authority») — частично автономное правительство «бастеров» на чисто этнической (а официально уже не географической) основе .
К 1991 году население бывшего бантустана равнялось 21 439 жителям, а площадь 13 860 км².
Регион Рехобот входит в число регионов административных областей Хардап и Кхомас.

## Население региона
В 70-х годах XIX века регион Рехобот был заселён бастерами — потомками орлам-нама и первых голландских колонистов.
После установления германской колонии в Юго-Западной Африке, бастеры активно сотрудничали с немцами, сражаясь вместе с ними против гереро и готтентотов.
Благодаря этому они сохранили автономию, а регион Рехобот («Baster Gebiet») был официально признан их «Родиной» в 1915 году. Самоуправления региона бастеры добились в 1928 году.. Во время войны за независимость Намибии в Рехоботе сформировались политические организации противников СВАПО во главе с Беном Африкой и Хансом Диргаардтом — примкнувшие к консервативному блоку Демократический альянс Турнхалле.

## Ситуация с 1990 года
В середине 90-х годов XX века население бывшего бантустана Рехобот выступило за отделение региона от Намибии и обретение полной независимости.
На период 2002 года исторический регион Рехобот занимал 14 216 км², заселённых 51 000 жителями.